# Gabber
El Gabber o gabba (a veces llamado Rotterdam techno, Early hardcore, Mainstream hardcore, mainstyle, Nu style gabber o newstyle hardcore) es un estilo de música electrónica y un subgénero del hardcore techno. El término "gabber" es una palabra del Yidis de Ámsterdam que significa "amigo" o "colega". Aunque hacia finales de los años 80 comenzaron a llegar discos de techno, new beat  y house estadounidense a Ámsterdam que podrían tener que ver con el sonido del gabber, no fueron sino productores de Róterdam los que por primera vez desarrollaron este estilo, los inicios del género, se remontan a finales de los 1980 en Bélgica, dentro de la escena new beat con los títulos : Rock To The Beat de 101 lanzado en 1988, Saigon Nightmare de 101 lanzado en 1988, Warbeat de Bassline Boys lanzado en 1989, The Drop Deal de Bazz lanzado en 1988, I Want You! de The Concrete Beat lanzado en 1989, I Love You de The Acid Kids lanzado en 1988, Doughnut Dollies de HNO3 lanzado en 1988, Action In Paradise de Export lanzado en 1988, Acid-New Beat de Tribe 22 lanzado en 1988, I Sit On Acid de Lords Of Acid lanzado en 1988, Acid Rock de Rhythm Device lanzado en 1989, Double B de Dirty Harry lanzado en 1989, Mörder de ZAG lanzado en 1989, Also Sprach Zarathustra de Bingo! lanzado en 1989, Europe de Christine D lanzado en 1989, Beat In-D Dream de IN-D lanzado en 1989, Hiroshima de Nux Nemo lanzado en 1987, The Dream de Acts Of Madmen lanzado en 1987, I Am Gonna Beat Dis de Agaric  lanzado en 1989, Iuhaha de Tragic Error lanzado en 1988, Something Scary de Zsa Zsa Laboum lanzado en 1988, Belgian Musictrain de Cold Sensation lanzado en 1989, Acid Drill de Edwards & Armani lanzado en 1989, We Are All Egyptians de Explorers Of The Nile lanzado en 1988, Touch My Body de Boy Toy lanzado en 1989, Oh La La La de Little Little lanzado en 1989, Do That Dance de The Project lanzado en 1990.
El sonido de Róterdam fue creado como una reacción a la escena house de Ámsterdam, que era vista como snob y pretenciosa. Las primeras producciones del DJ de Fráncfort del Meno Marc Acardipane eran similares al estilo de Róterdam; la popularidad que el género cosechó en la ciudad holandesa hizo que Róterdam se convirtiera en la cuna del Hardcore Gabber. La esencia del gabber se encuentra en el sonido distorsionado del bombo, hasta el punto en que se convierte en una onda sonora que consigue un tono melódico reconocible. Uno de los componentes más característicos del Gabber (early hardcore) apareció por primera vez en el tema Anasthasia (1991) de T99.
Para crear este sonido se utilizaba el sonido de bombo (kick) de la caja de ritmos Roland TR-909 o el sintetizador Roland Alpha Roland Juno-106. Un tema de gabber típico podía incluir melodías sampleadas o sintetizadas con un tempo muy rápido, entre 150 y 250 bpms. La temática de las canciones solía tratar sobre violencia, profanación o drogas, lo que se explicitaba en las ocasionales letras, normalmente gritadas, distorsionadas o aceleradas. El gabber se extendió por muchos países, y los lugares donde gozó de mayor popularidad incluyen los mismos Países Bajos, Bélgica, Suiza, Alemania, Austria, Francia y España. Clubs Techno Hardcore/Gabber en Bélgica, DJ Yves fue DJ residente en el Club X en Wuustwezel y en la sala Hardcore del Cherry Moon en Lokeren, DJ Bass (DHT) fue DJ residente en la sala Hardcore del Temple Of House La Bush en Esquelmes (Pecq) y del La Florida  en La Glanerie (Rumes) que está al lado del Complexe Cap'tain. Thunderdome en Bélgica se organizó en el Antwerps Sportpaleis y en clubes como el Planet Hardcore (Club) en Dendermonde 3 de abril de 1994, el Extreme en Affligem el 16 de diciembre de 1994, el Club X en Wuustwezel el 7 de junio de 1996 y el 13 de septiembre de 1996, y 13 de septiembre de 1996, Cherry Moon en Lokeren el 31 de octubre de 1997.

## Algunas personalidades emblemáticas
- Dj Kutski
- Dj Technorch
- Euromasters
- Rotterdam Termination Source
- Chosen Few
- Vitamin
- Tellurian
- The Speed Freak
- DJ Dano
- Charly Lownoise & Mental Theo
- Dark Raver
- Endymion
- Ophidian
- 3 Steps Ahead
- Ruffneck
- Promo
- Rob Gee
- Neophyte
- Dj Gizmo
- Omar Santana
- Marc Acardipane
- DJ Delirium
- DJ Paul Elstak
- Forze DJ Team
- Radium
- The Stunned Guys
- Bodylotion
- The Prophet
- Dj Weirdo
- Buzz Fuzz

### Sellos discográficos
- Enzyme Records
- ID&T
- Mokum Records
- Rotterdam Records
- Masters of Hardcore
- Ruffneck Alliance
- Megarave Records
- Forze Records
- Neophyte records
- Horror Decibel(Terror Decibel sub-label)
- F**k you Nym4h Red Label
- Dark-Negative-Antisocial(DNA) Records
- Afterlife Recordings
- The Third
- BZRK!
- BONZAI Records
- Dwarf Records